# Jürgen Diesel
Jürgen Diesel (* 4. Januar 1926 in Berlin; † 5. November 1993 in Pech, Wachtberg) war ein deutscher Diplomat und Botschafter.

## Leben
Die Eltern von Jürgen Diesel waren Gräfin Anna-Luise von Waldersee (* 30. Oktober 1899 in Hühnerland; † 16. Juli 1985) und Eugen Diesel. Jürgen Diesel wurde bei der Wehrmacht und im Zweiten Weltkrieg eingesetzt. Von 1948 bis 1952 studierte er in Erlangen und München Rechtswissenschaft und wurde 1952 Zur Reform des Familienrechts im Hinblick auf die Gleichberechtigung von Mann und Frau Art. 3 Abs. II GG zum Doktor der Rechtswissenschaften promoviert. 1952 trat Diesel in den auswärtigen Dienst und besuchte die Diplomatenschule in Speyer. Von 1954 bis 1956 war er Attaché in Santiago de Chile und von 1956 bis 1961 Botschaftsrat in Caracas. Von 1961 bis 1964 war er Legationsrat Erster Klasse im Referat Abrüstung des Auswärtigen Amtes in Bonn. Von 1964 bis 1968 war Diesel Beobachter bei den Abrüstungsverhandlungen bei den Internationalen Organisationen in Genf. Dabei war für Diesel der Grund der Annäherung der sowjetischen und US-amerikanischen Regierungen in der Frage der Nonproliferation von Kernwaffen unklar. Von 1969 bis 1979 wurde Diesel im Planungsstab des Auswärtigen Amtes und von 1970 bis 1971 in der Abteilung Personal beschäftigt. Zuletzt wirkte er als Botschafter in Prag.

## Ehrungen
- 1983: Verdienstkreuz 1. Klasse der Bundesrepublik Deutschland
- 1988: Großes Verdienstkreuz der Bundesrepublik Deutschland